# Aethomyctus viridis
Aethomyctus viridis är en insektsart som beskrevs av Williams 1981. Aethomyctus viridis ingår i släktet Aethomyctus och familjen Tropiduchidae. Inga underarter finns listade i Catalogue of Life.